# 록히드

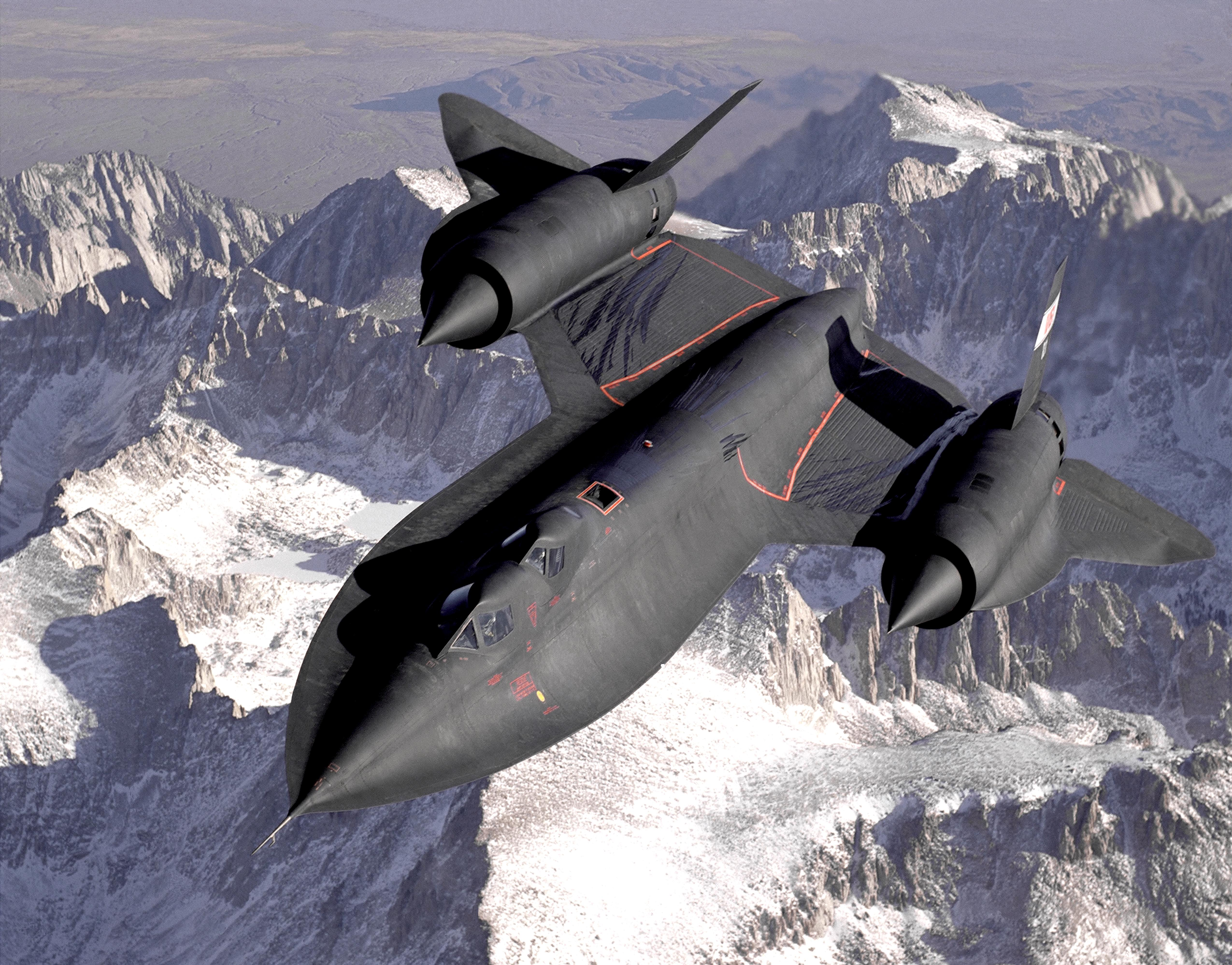
록히드 SR-71 블랙버드

록히드 사(Lockheed Corporation)는 미국의 군용 항공기 제조 회사로 1912년 설립되었다. 이 회사는 1995년 마틴 마리에타와 합병해 록히드 마틴이 되었다.

## 제품 목록

### 항공기, 민간 수송기
- 록히드 베가
- 록히드 모델 10 일렉트라
- 록히드 모델 12 일렉트라 주니어
- 록히드 모델 14 슈퍼 일렉트라
- 록히드 모델 18 로드스타
- Lockheed Constellation
- Lockheed L-049 Constellation
- Lockheed L-649 Constellation
- Lockheed L-749 Constellation
- Lockheed L-1049 Super Constellation
- Lockheed L-1649 Starliner
- 록히드 새턴
- 록히드 L-188 일렉트라
- 록히드 제트스타
- L-1011 TriStar
- 오다큐 전철 타입 500 모노레일

### 군사 수송기
- Lockheed C-69/Lockheed C-121 Constellation
  - YC-121F Constellation
- Lockheed R6V Constitution
- 록히드 C-130 허큘리스
- Lockheed C-141 Starlifter
- 록히드 C-5 갤럭시
- Flatbed

### 전투기
- 록히드 P-38 라이트닝
- 록히드 P-80 슈팅스타
- 록히드 T-33 슈팅스타
- Lockheed F-94 Starfire
- 록히드 F-104 스타파이터
- F-117 나이트호크
- 제너럴 다이내믹스 F-16 파이팅 팰컨
- 록히드 YF-22

### 순찰, 정찰기
- 록히드 허드슨
- PV-1 Ventura and PV-2 Harpoon
- PO-1W/WV-1 Constellation
- EC-121/WV-2 워닝스타
- 록히드 P-2 넵튠
- P-3 오라이온
- 록히드 U-2/TR-1
- SR-71 블랙버드
- S-3 바이킹
- YO-3A Quiet Star

### 헬리콥터
- 록히드 CL-475
- XH-51A/B (Lockheed CL-595/Model 286)
- Lockheed AH-56 Cheyenne

### 유도탄
- UGM-27 폴라리스
- UGM-73 포세이돈
- UGM-89 Perseus
- 트라이던트
  - UGM-96 트라이던트 I
  - UGM-133 트라이던트 II
- High Virgo